# San Giorgio al Velabro

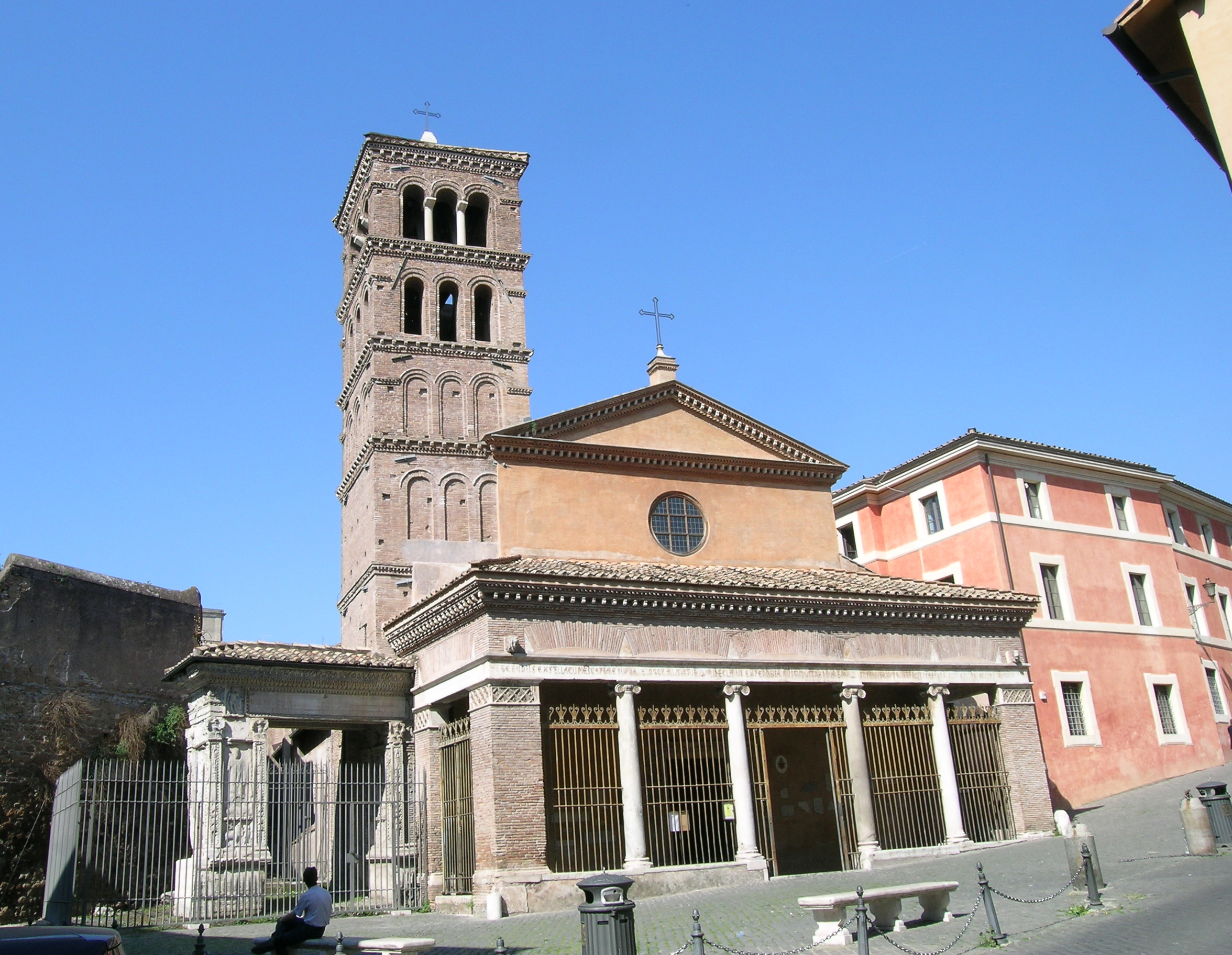
San Giorgio

San Giorgio al Velabro is een kerk in Rome.  De kerk is gebouwd in de 8e eeuw en staat naast de Boog van Janus in de wijk Velabrum, een wijk waar de Grieken woonden. Volgens de traditie is de kerk gebouwd op de plaats waar de Romeinse geschiedenis begon, namelijk waar de wolf Romulus en Remus vond. De in 204 n.Chr. gebouwde Arcus Argentariorum is aan de westkant van de kerk ingebouwd.
De kerk was allereerst toegewijd aan de  martelaar Sebastianus, maar Paus Zacharias (741-752), die van Griekse komaf was, bracht er een relikwie van de heilige Joris van Cappadocië naar toe, en veranderde haar naam.
In 1993 heeft er een aanslag door de Maffia plaatsgevonden, waardoor de kerk beschadigd raakte.
De San Giorgio in Velabro is de statiekerk voor de eerste donderdag van de vastentijd.